# Tĩnh Bắc
Tĩnh Bắc là một xã thuộc huyện Lộc Bình, tỉnh Lạng Sơn, Việt Nam.
Xã Tĩnh Bắc có diện tích 49,36 km², dân số năm 1999 là 1.839 người, mật độ dân số đạt 37 người/km².
Theo thống kê năm 2019, xã Tĩnh Bắc có diện tích 49,36 km², dân số là 2.011 người, mật độ dân số đạt 41 người/km².